# まっちゃんねる
『まっちゃんねる』は、2020年10月24日よりフジテレビ系列の『土曜プレミアム』枠で放送されていたお笑いバラエティ番組である。

## 概要
YouTubeなどでお笑い芸人・タレントたちが自由に面白いことをやり始めている中、 日本のお笑い界をけん引し常に笑いを追求してきたダウンタウン・松本人志がテレビのお笑いの可能性を提案するべく、様々な実験的企画を行なっていく。

## 放送リスト
| 回 | タイトル        | 放送年月日     |
| -- | --------------- | -------------- |
| 1  | まっちゃんねる  | 2020年10月24日 |
| 2  | まっちゃんねる2 | 2021年6月19日  |
| 3  | まっちゃんねる3 | 2022年6月25日  |

## 出演者

### 司会
- 松本人志（ダウンタウン）

### 進行
- 德田聡一朗（フジテレビアナウンサー）第1回
- 藤井弘輝（フジテレビアナウンサー）第2回
- 酒主義久（フジテレビアナウンサー）第3回
- 藤本万梨乃（フジテレビアナウンサー）第3回

ターゲット芸人
- 井上裕介（NON STYLE）
- 後藤輝基（フットボールアワー）
- 澤部佑（ハライチ）
- 陣内智則
- 宮川大輔

### コーデ寄席
ゲスト芸人
- ナイツ（塙宣之・土屋伸之）
- 中川家（剛・礼二）
- ミルクボーイ（内海崇・駒場孝）

### 女子メンタル

#### シーズン1
挑戦者
- 朝日奈央
- 金田朋子
- 浜口京子
- ファーストサマーウイカ
- 松野明美
- 峯岸みなみ（AKB48）
- ゆきぽよ（木村有希）

見届け人
- 藤本敏史（FUJIWARA）
- くっきー!（野性爆弾）
- 後藤輝基（フットボールアワー）

#### シーズン2
挑戦者
- 井上咲楽
- 神田愛花
- 菊地亜美
- 鈴木奈々
- 野呂佳代
- 浜口京子
- ファーストサマーウイカ
- 丸山桂里奈

見届け人
- 大悟（千鳥）
- 陣内智則
- 峯岸みなみ

### イケメンタル
挑戦者
- 木村昴
- 島太星（NORD）
- JOY
- 高橋克典
- 武田真治
- 山田孝之

見届け人
- 大悟（千鳥）
- 陣内智則
- 峯岸みなみ

### 貴弘尾形のすべらない話
プレーヤー
- 尾形貴弘（パンサー） - MCとディーラー（サイコロを振る役）を兼務。
- 山本博（ロバート）
- 西村瑞樹（バイきんぐ）
- 牧野ステテコ
- あばれる君

### IPPON女子グランプリ

#### プレーヤー
芸人編
- 箕輪はるか（ハリセンボン）
- 加納（Aマッソ）
- イワクラ（蛙亭）
- 福田麻貴（3時のヒロイン）

タレント編
- 王林
- 渋谷凪咲（NMB48）
- 神田愛花
- 滝沢カレン

見届け人
- 大悟（千鳥）
- バカリズム
- 川島明（麒麟）

フロア進行
- 伊藤利尋（フジテレビアナウンサー）

## 企画

### 大喜利警察
『IPPONグランプリ』などの番組、お笑いイベントなどで行われ、メジャーなお笑いのジャンルになりつつある大喜利であるが、中には大喜利が苦手な芸人も少なくない。とは言っても、芸人である以上、大喜利が全く出来ない事はないという松本の思惑を検証するべく、松本が警察署長、ジュニアが巡査部長、コバヤシが巡査長、めるるが巡査に扮し、フジテレビのスタジオの玄関前で検問を行い、ニセ番組の収録に来た容疑者とされるターゲットの芸人を止め、職務質問と称して松本達から出題される大喜利のお題に回答する。回答発表は、口頭かフリップに書く筆記の2種類。
判定は、松本が持っているタブレットから判定のSEが出される。SEは「ブー」のブザー、「ピンポン」のチャイム、観客の笑い声が、声の大きさに応じて「小笑」「中笑」「大笑」の3段階、IPPONグランプリの「IPPON」コールの6種類ある。

### コーデ寄席
新たな賞レースとして「ファッションに特化したオシャレな寄席をしたい」と松本が考案。中川家、ナイツ、ミルクボーイの三組の漫才師が、世界的ファッションブランドの衣装に身を包み漫才を披露する。漫才の最中に、衣装のブランドや金額がテロップで表示される。優勝は該当者無し。

### 女子メンタル／イケメンタル
松本発案のインターネット配信番組『HITOSHI MATSUMOTO Presents ドキュメンタル』（Amazon Prime Video）のルールそのままに、女子メンタルでは女性タレントらが、イケメンタルではイケメン俳優らが笑わせ合いバトルを繰り広げる。

### IPPON女子グランプリ
『IPPONグランプリ』を女性芸能人のみで行う。一部ルールや採点方式がIPPONグランプリと異なる。

### 貴弘尾形のすべらない話
『人志松本のすべらない話』を普段スベりがちな芸人でやってみるというコンセプトの企画。本放送では放送尺の都合上放送されず、2020年12月18日の『ダウンタウンなう』にて未公開映像として放送された。

## スタッフ
- 制作：中嶋優一（第2回-）
- ナレーター：松たか子、松元真一郎、樋口あかり（松元・樋口→第3回-）
- 構成：高須光聖、小笠原英樹、酒井健作、長谷川優、今井太郎、堀由史、さだ、平田喜之、大西右人（堀・平田・大西→第3回-）
- TP：馬塲義土（第2回-）
- TM(第3回)：鈴木達雄（第3回）
- SW：岩田一己（第3回）
- CAM：吉原喜久（第3回）
- VE：武田和浩（第3回）
- AUD：高橋幸則（第3回）
- LD(第3回)：紙透貴仁（第3回）
- 編集：田郡章裕、横山勇介（共に第3回）
- MA：阿部雄太（第3回）
- 音響効果：田中寿一、松山矩之、秋山立樹（J-WORKS、松山・秋山→第3回）
- 美術制作：平井秀樹
- アートコーディネーター：林勇、内山高太郎（内山→第3回）
- 美術デザイン：鈴木賢太
- 大道具：大原隆（第3回）
- 装飾：乾川太志（第3回）
- 視覚効果：川上勝大（第3回）
- アートフレーム：鈴木綱敏（第3回）
- 特殊装置：坂之下啓輔（第3回）
- メイク：山田かつら
- CG/オープニング(第3回)：神保聡（第3回）
- CGプロデュース(第3回)：木本禎子（第3回）
- CG制作(第3回)：勝又透江（第3回）
- 技術協力：共テレ、J-WORKS、fmt、ニユーテレス、IMAGICA（ニユー→第1,3回、IMA→第3回）
- 電飾：大野太地（第3回）
- アクリル装飾：加藤徳格（第3回）
- Tシャツデザイン(第3回)：藤原ヒロシ（第3回）
- 美術協力：フジアール
- 制作協力：吉本興業、FCC
- TK：色摩涼
- デスク：山崎尚美（第3回）
- FD：和田完吾、大和田祐人（共に第3回）
- ディレクター：峠奈緒、玉置遼、三宅佑治、蔡理皓、井上美由・青木孝之、飯沼慶治郎、城山海周（峠・蔡→第1,3回、玉置・三宅→第2回-、井上→第3回、第1,2回はFD）
- プロデューサー：宮崎鉄平、池田拓也、宮崎孝幸、加藤大、竹内承、宮下森資（竹内→第1,3回、宮崎孝・宮下→第2回-、宮崎鉄・池田・加藤→第3回）
- 演出：鈴木一休
- 総合演出：日置祐貴
- チーフプロデューサー：萬匠祐基（第3回）
- 制作：フジテレビ編成制作局制作センター第二制作室
- 制作著作：フジテレビ

### 過去のスタッフ
- ナレーター：屋良有作、ライアン・ドリース（共に第1回）
- 構成：竹村武司（第2回）
- TP：勝村信之（第1回）
- TD：佐々木信一（第1,2回）
- SW：上村克志（第1,2回）
- CAM：小川利行（第1回）、瀬田学（第1,2回）、伴野匡（第2回）
- VE：高橋正直（第1回）、磯沼亮太（第1,2回）
- AUD：松原瑞貴（第1回）、高橋敬（第1,2回）
- 照明：安藤雄郎（第1回）、穴田健二（第1,2回）
- マルチシステム：石野創太（第1,2回）
- TM：橋本雄司（第1回）
- 編集：青栁宇恭（第1回）、岡本広、林迪晴（共に第1,2回）
- MA：足達健太郎（第1回）、内田昭弘（第1,2回）、大浦克寿（第2回）
- 大道具：柏木優輝（第1回）、山田祐弥（第1,2回）、鎌田大祐（第2回）
- 装飾：百瀬貴弥（第1回）、門間誠（第1,2回）
- 視覚効果：片渕秋（第2回）
- アクリル装飾：斉藤祐介（第1回）
- アクリル装飾・CG制作：鈴木竜（第2回、第1回はCG制作のみ）
- 衣装：林春来
- アートフレーム：石井智之（第1,2回）
- 特殊装置：浅野辰也（第2回）
- 電飾：白鳥雄一（第1,2回）
- 持道具：土屋洋子（第1,2回）
- メイク：TEES（第1,2回）
- DIT：椿学
- 編集デスク：溝口健志（第1回は溝田名義）
- 技術協力：ENO STUDIO、東京オフラインセンター、casinodrive（共に第1回）、NEXT、東京チューブ、共立ライティング（共に第1,2回）
- 制作協力：LARGEST ARMY（第1,2回）
- FD：白木騎士（第1,2回）
- 広報：藏内彩季子（第1回）
- デスク：高橋沙織（第1回）、海藤智美（第2回）
- AD：赤嶺隼世、折原彩音、藤井裕太、西野遼大、木村浩輝、倉林映里（共に第1回）、中川葵、猪股陸基、村木美衣菜、木村佳奈、藤澤花梨（共に第2回）
- AP：八木未果子（第1,2回）
- ディレクター：三上昭人、廣井敦・藤原麻衣、開発太志（共に第1回）、久保光史、伊藤恭平・木島雄大、小原靖広、武部礼（共に第1,2回）、林千恵子（第2回）
- プロデューサー：山下浩一、肥後篤人（共に第1回）、神田啓太（第1,2回）、大川友也（第2回）
- 演出：和田英智（第1,2回）
- チーフプロデューサー：矢﨑裕明（第1,2回）